# Malá Franková
Malá Franková este o comună slovacă, aflată în districtul Kežmarok din regiunea Prešov. Localitatea se află la altitudinea de 750 m deasupra n.m., se întinde pe o suprafață de 10,81 km2 și în 2017 număra 190 de locuitori.

## Istoric
Localitatea Malá Franková este atestată documentar din 1611.

## Demografie
| An:                | 1994 | 2004   | 2014   | 2024   |
| ------------------ | ---- | ------ | ------ | ------ |
| Număr de persoane: | 197  | 186    | 181    | 194    |
| Diferență:         |      | −5,58% | −2,68% | +7,18% |

| An:                | 2023 | 2024   |
| ------------------ | ---- | ------ |
| Număr de persoane: | 189  | 194    |
| Diferență:         |      | +2,64% |